# Esquirol de Mearns
L'esquirol de Mearns (Tamiasciurus mearnsi) és una espècie de rosegador de la família dels esciúrids. És endèmic de la Baixa Califòrnia (Mèxic). No se sap gaire cosa sobre aquest esquirol. Els seus hàbitats naturals són els avetars i les pinedes d'alta elevació. Està amenaçat per la tala d'arbres, el pasturatge, els incendis forestals i la competència de l'esquirol gris, una espècie introduïda a la dècada del 1940.
L'espècie fou anomenada en honor del metge estatunidenc Edgar Alexander Mearns.